# Heterocloeon petersi
Heterocloeon petersi je jepice z čeledi Baetidae. Přirozeně se vyskytuje na severovýchodě Spojených států amerických. Jako první tento druh popsal Müller-Liebenau v roce 1974.